# Gaston Schéfer
Emmanuel Gaston Schéfer (geboren am 16. Dezember 1850 in Konstantinopel; gestorben 1921 in Paris) war ein französischer Bibliothekar, Dramatiker, Dichter, Kunstkritiker und Schriftsteller.

## Leben
Schéfer war ein Sohn des Orientalisten Charles Henri Auguste Schefer (16. November 1820–3. März 1898) und dessen Frau Marie Faustine (geborene Robinet; 1825–1856), der Tochter von Stéphane Robinet (1799–1869). Er hatte aus dieser Verbindung einen älteren Bruder Frédéric Henri Schéfer (* 1848). Der Großvater Frédéric-Chrétien Schefer (1787–1873) stammte aus dem westdeutschen Herzogtum Nassau, arbeitete für die königliche Schatzkammer in Paris und heiratete die aus dem Elsass stammende Madeleine Hertz. Nach dem frühen Tod der Mutter heiratete der Vater erneut. Aus der Ehe mit Léonie Boursier hatte Schéfer daher einen Halbbruder Christian Schefer, der 1866 in Paris geboren wurde, wo die Familie seit 1857 lebte.
Schéfer kämpfte während des Deutsch-Französischen Krieges von 1870 in der französischen Armee. Anschließend wurde er 1877 Attaché in der  Bibliothek des Arsenals in Paris. 1887 erfolgte die Beförderung zum Bibliothekar, er übernahm die Leitung der Druckerei und wurde 1913 Kustos. Er verfasste Poesie, Dramen und Kunstkritiken und war zeitweise Herausgeber der Reihe Le Salon de …, die sich mit den Ausstellungen im Salon de Paris befassten.
Er heiratete am 20. September 1873 die 1845 geborene Catherine Isaure Louise Georgette Bachellery. Aus dieser Ehe gingen zwei Söhne hervor, Edouard Léon Jacques Schéfer (1874–1910) und Pierre Schéfer.

## Schriften (Auswahl)
- Les portriats dans l’oeuvre de Watteau. In: Gazette des beaux-arts: la doyenne des revues d’art. Heft 3. Paris 1896, S. 177–189, doi:10.11588/diglit.24682.19 (französisch).
- Chardin. H. Laurens, Paris 1904 (französisch, archive.org).
- La jeunesse d’un orientaliste: Charles Schefer 1840–1856. Henri Leclerc, Paris 1913 (französisch, gallica.bnf.fr).
- Moreau le jeune, 1741–1814. Goupil & cie., Paris 1915 (französisch, archive.org).